# Nephrotoma kigeziana
Nephrotoma kigeziana är en tvåvingeart. Nephrotoma kigeziana ingår i släktet Nephrotoma och familjen storharkrankar.

## Underarter
Arten delas in i följande underarter:
- N. k. celator
- N. k. kigeziana
- N. k. trigona